# Storthyngurella benti
Storthyngurella benti is een pissebed uit de familie Munnopsidae. De wetenschappelijke naam van de soort is voor het eerst geldig gepubliceerd in 1956 door Torben Lunn Wolff.